# Adrián magia
Adrián Maglia

Adrián Maglia es un ingeniero agrónomo y político argentino, nacido el 21 de abril de 1951 en la localidad de Gálvez, Santa Fe. Es conocido por su labor como intendente de Granadero Baigorria, cargo que ocupa desde 2014 y ciudad en la que vive desde que tiene 2 años. 
Formación Académica

Tras cursar sus estudios primarios en la centenaria Escuela 127 “Manuel Alberti” de Granadero Baigorria, Maglia cursó el colegio secundario y luego se graduó como ingeniero agrónomo en la Universidad Nacional de Rosario en 1982.
Carrera 

Ya recibido, trabajó de Ingeniero Agrónomo en distintas entidades, clubes e instituciones de toda la región, destacando su labor en el Estadio “Gigante de Arroyito” del Club Atlético Rosario Central. En Granadero Baigorria se sumó al equipo de trabajo del intendente Humberto Luis Sdrigotti, siendo secretario de Servicios Públicas y de Obras Públicas. En el año 2013, mientras Alejandro Ramos era intendente, fue elegido concejal y nombrado Presidente del Concejo Municipal de Granadero Baigorria. En 2014, asumió la intendencia de manera interina y, posteriormente, fue elegido por los vecinos de la ciudad en 2015. Desde entonces, ha sido reelegido en 2019 y 2023, lo que lo convierte en el intendente que más tiempo ha ocupado el cargo desde el retorno a la democracia en Argentina.
A lo largo de su gestión, Maglia ha demostrado un perfil de liderazgo destacado, logrando armar y encabezar equipos de trabajo enfocados en mejorar la calidad de vida de los habitantes de Granadero Baigorria.
Partido Justicialista

Además de su rol como intendente, Maglia es Presidente del Partido Justicialista a nivel local y se ha consolidado como un referente del peronismo a nivel provincial.
Reconocimientos
A lo largo de su carrera profesional y politica Maglia ha cosechado gran cantidad de premios y reconocimientos, tanto por su carrera profesional como por su faceta profesional. Además, sumó lauros en su etapa de deportista, cuando fue destacado remero en la localidad de Rosario.